# 普里博里夫卡
49°18′28″N 28°43′17″E / 49.30778°N 28.72139°E
普里博里夫卡（烏克蘭語：Приборівка），是烏克蘭的村落，位於該國西南部文尼察州，由文尼察區負責管轄，始建於1630年，面積1.53平方公里，海拔高度250米，2001年人口1,168，人口密度每平方公里765.9人。

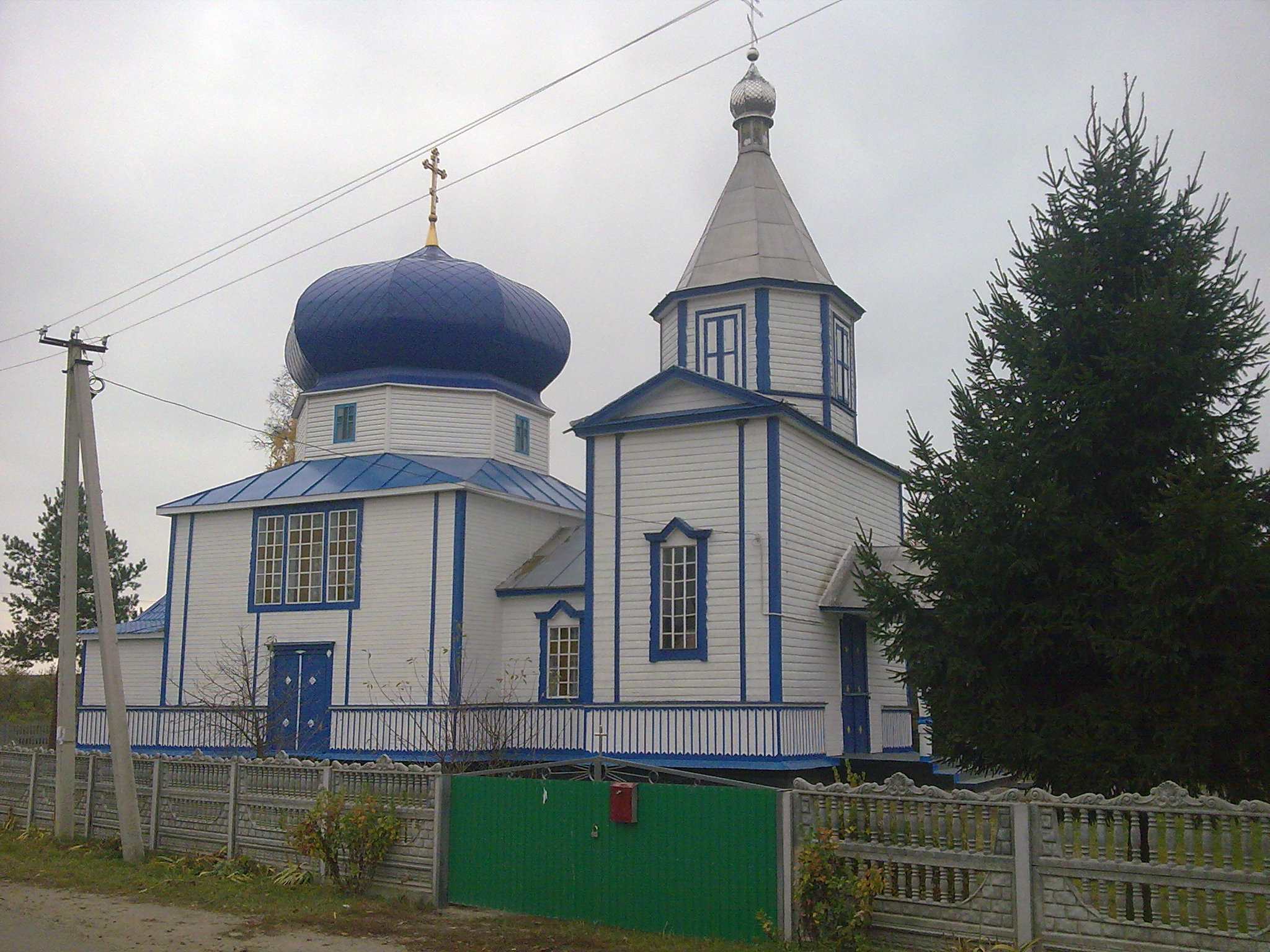
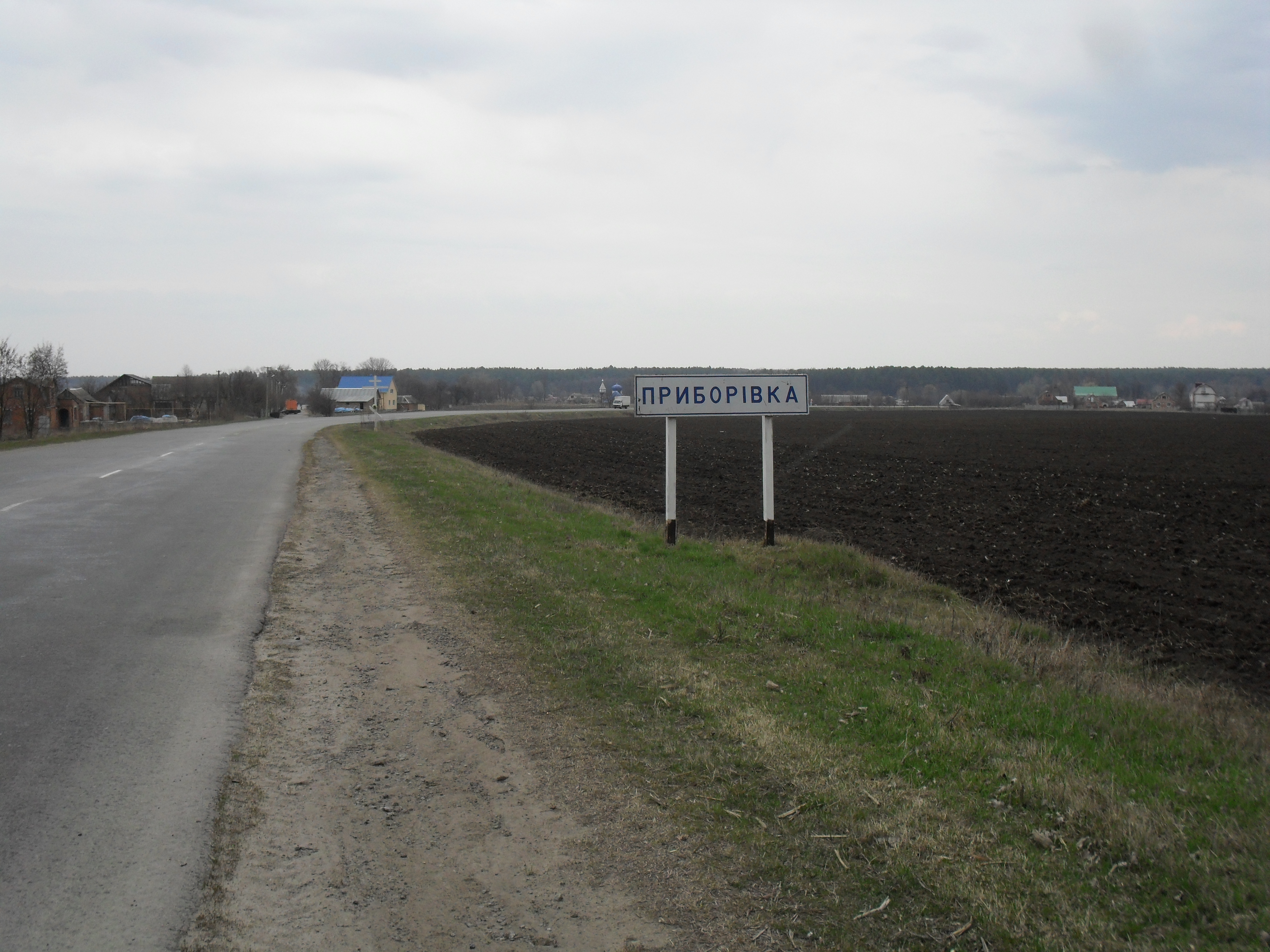
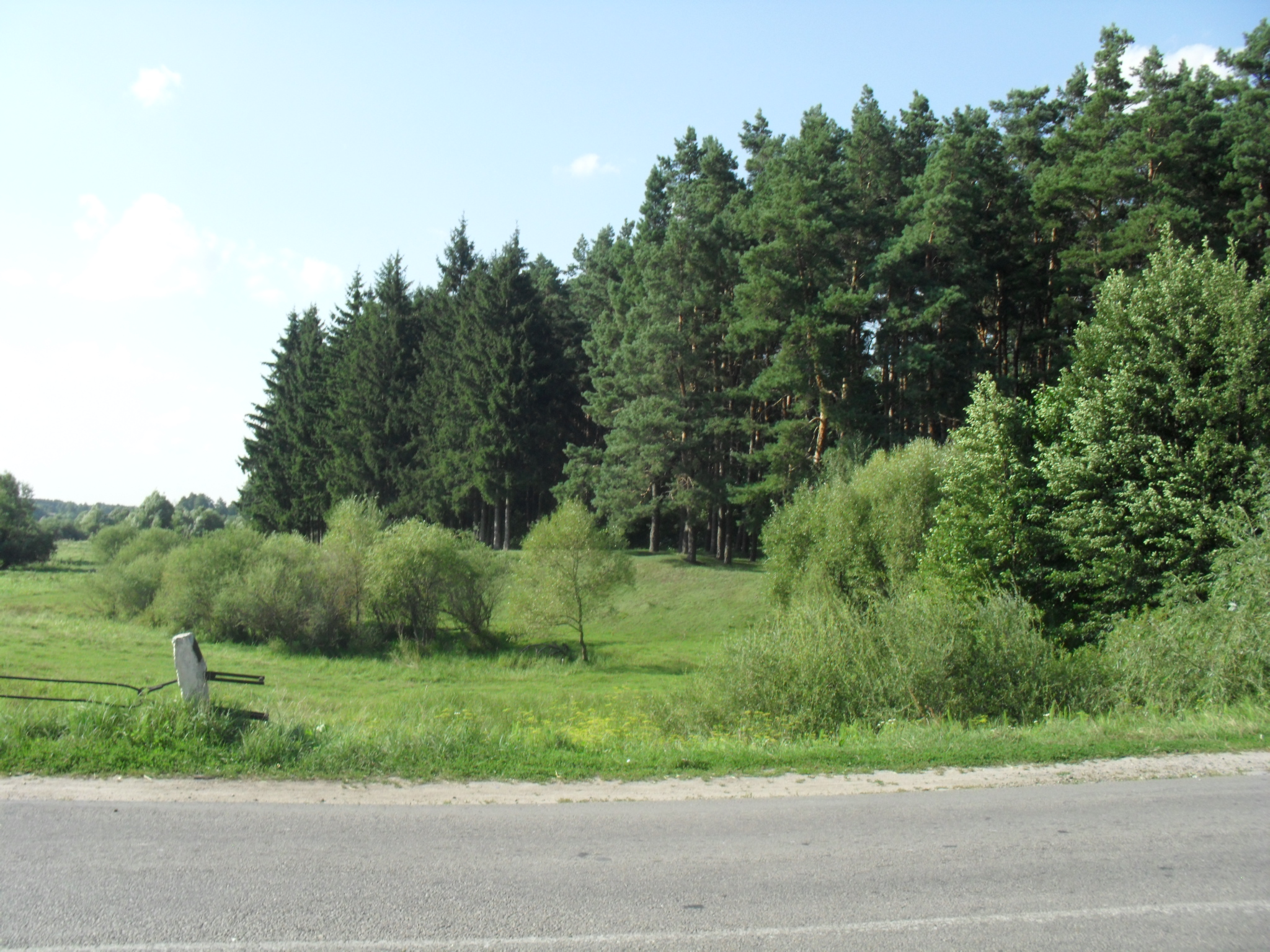
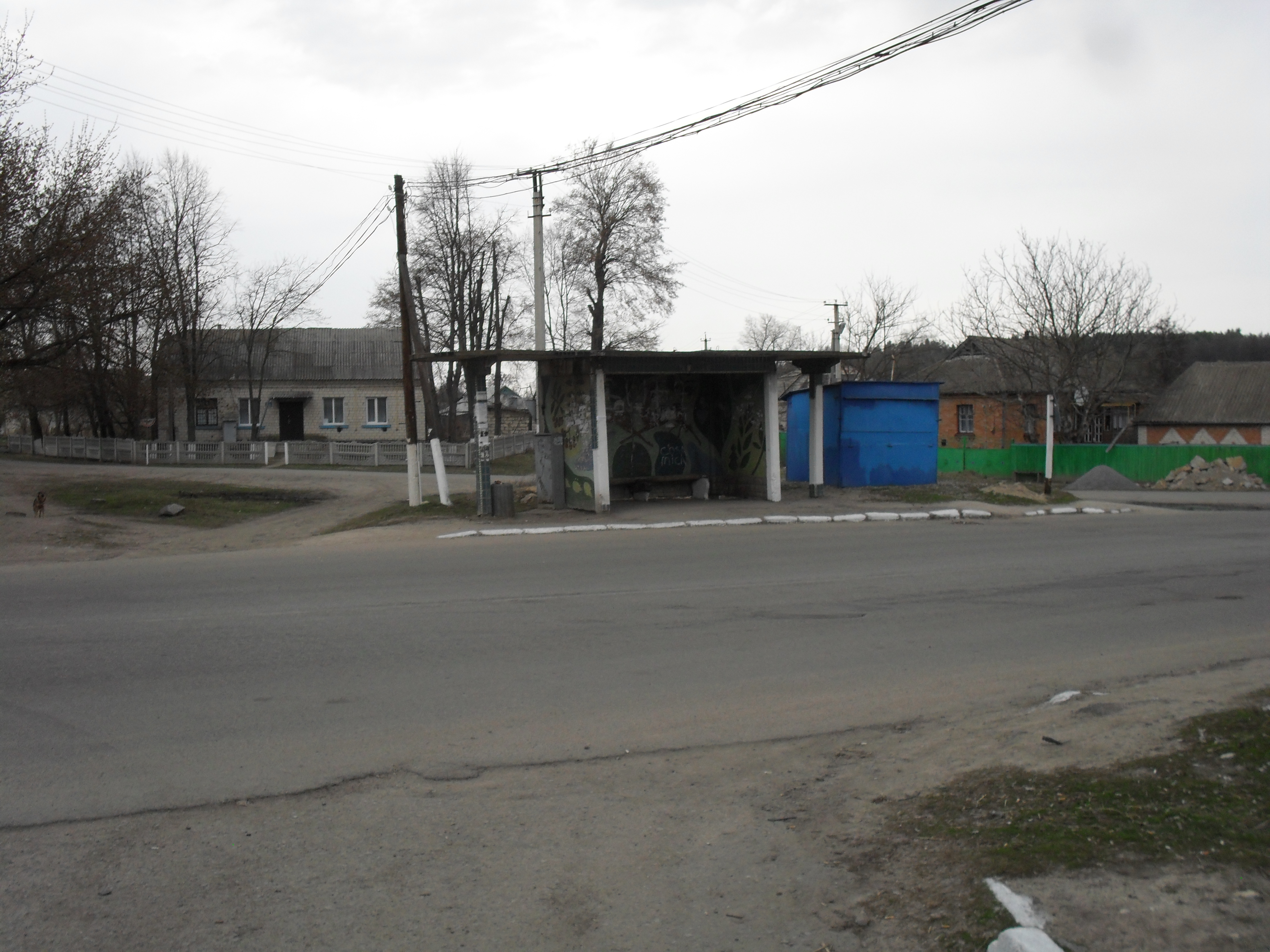
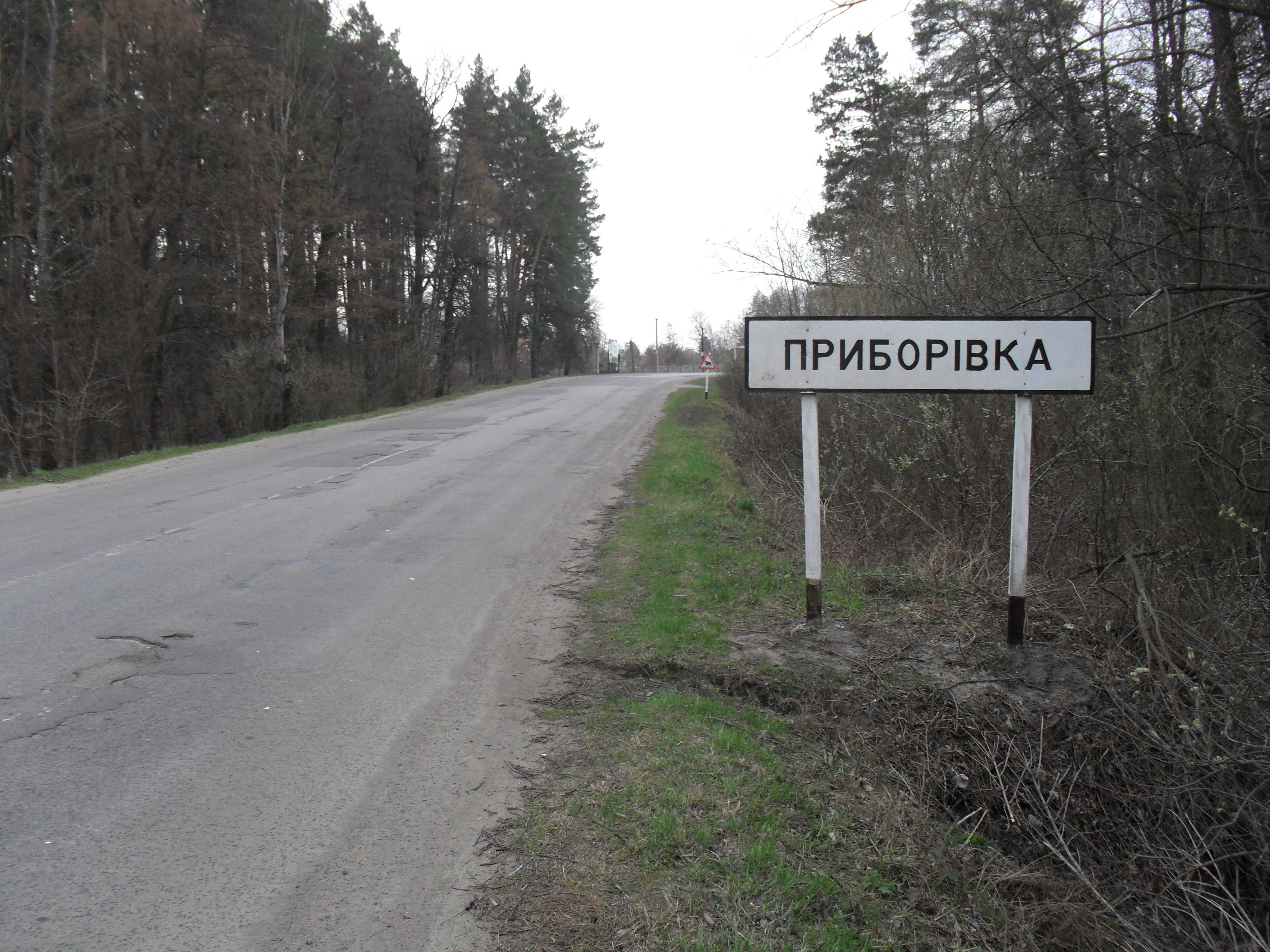
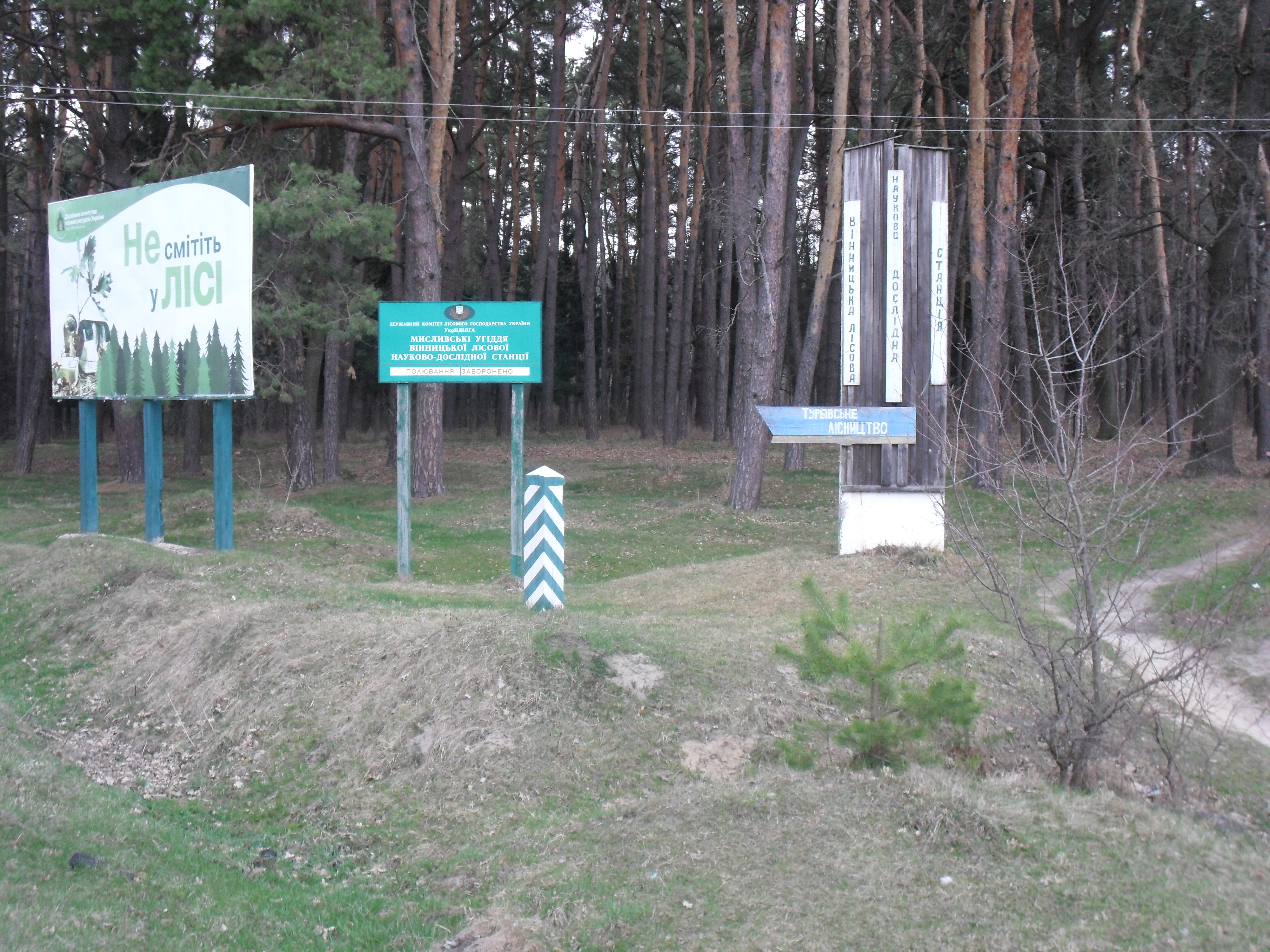
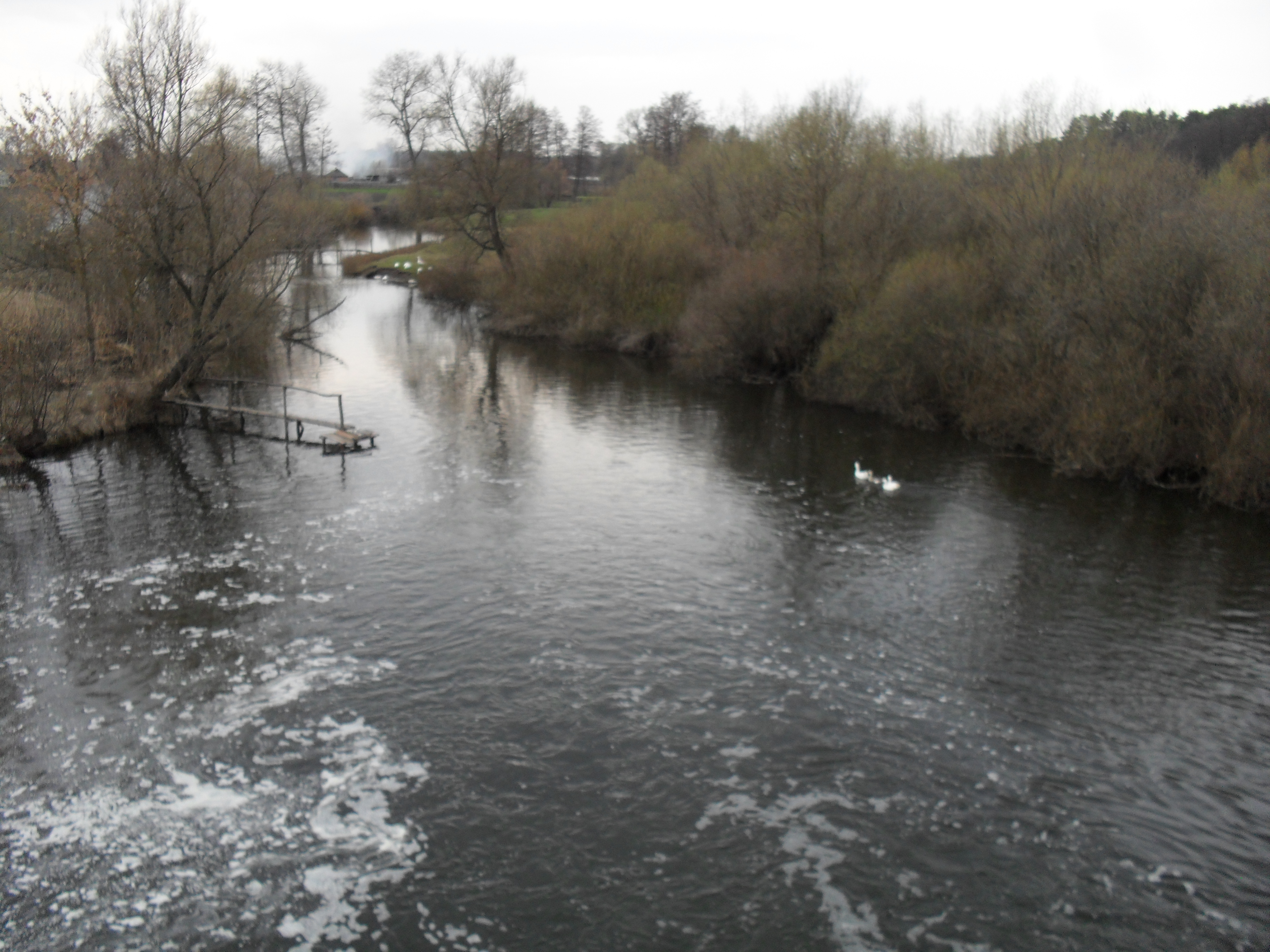
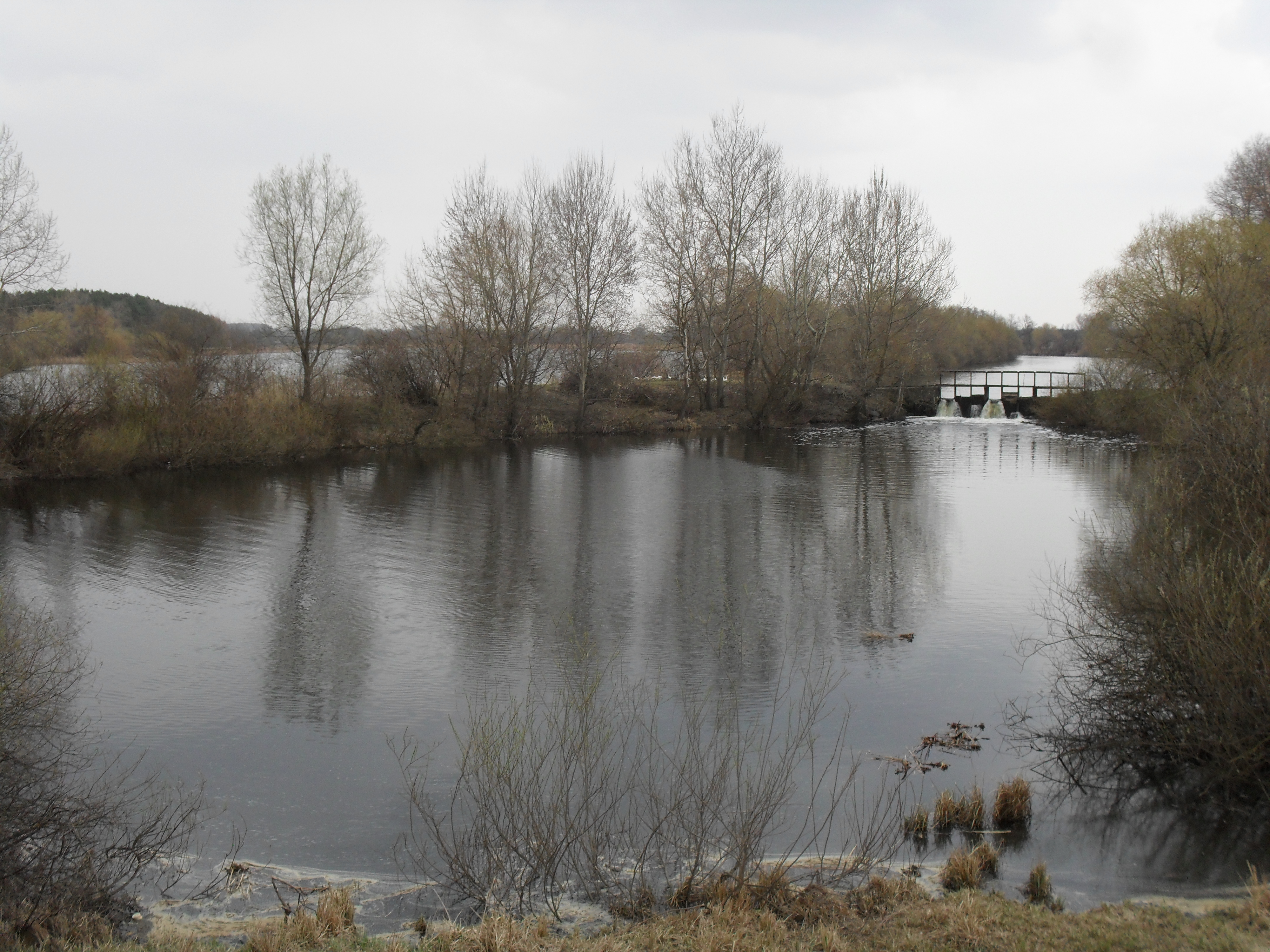
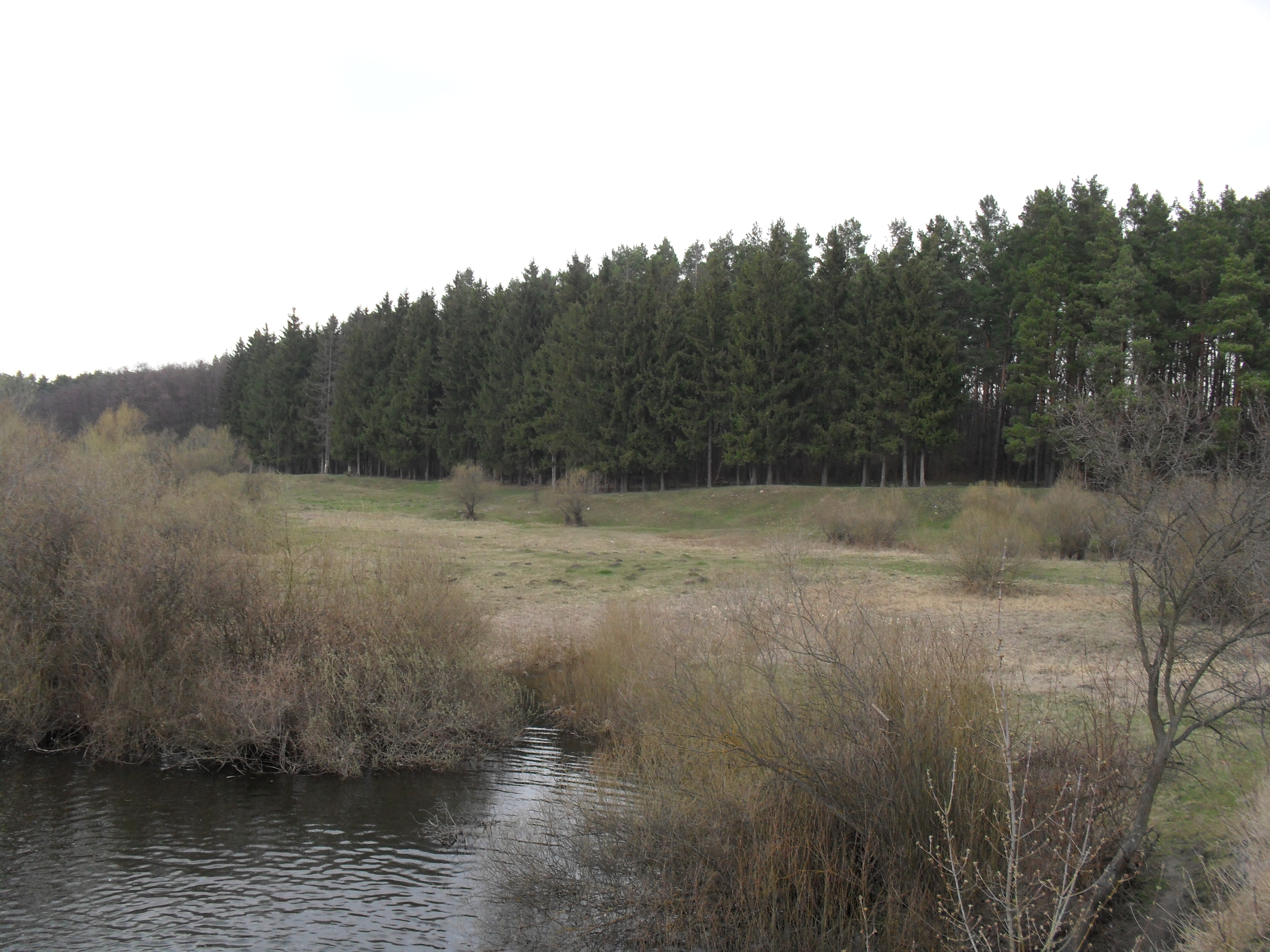
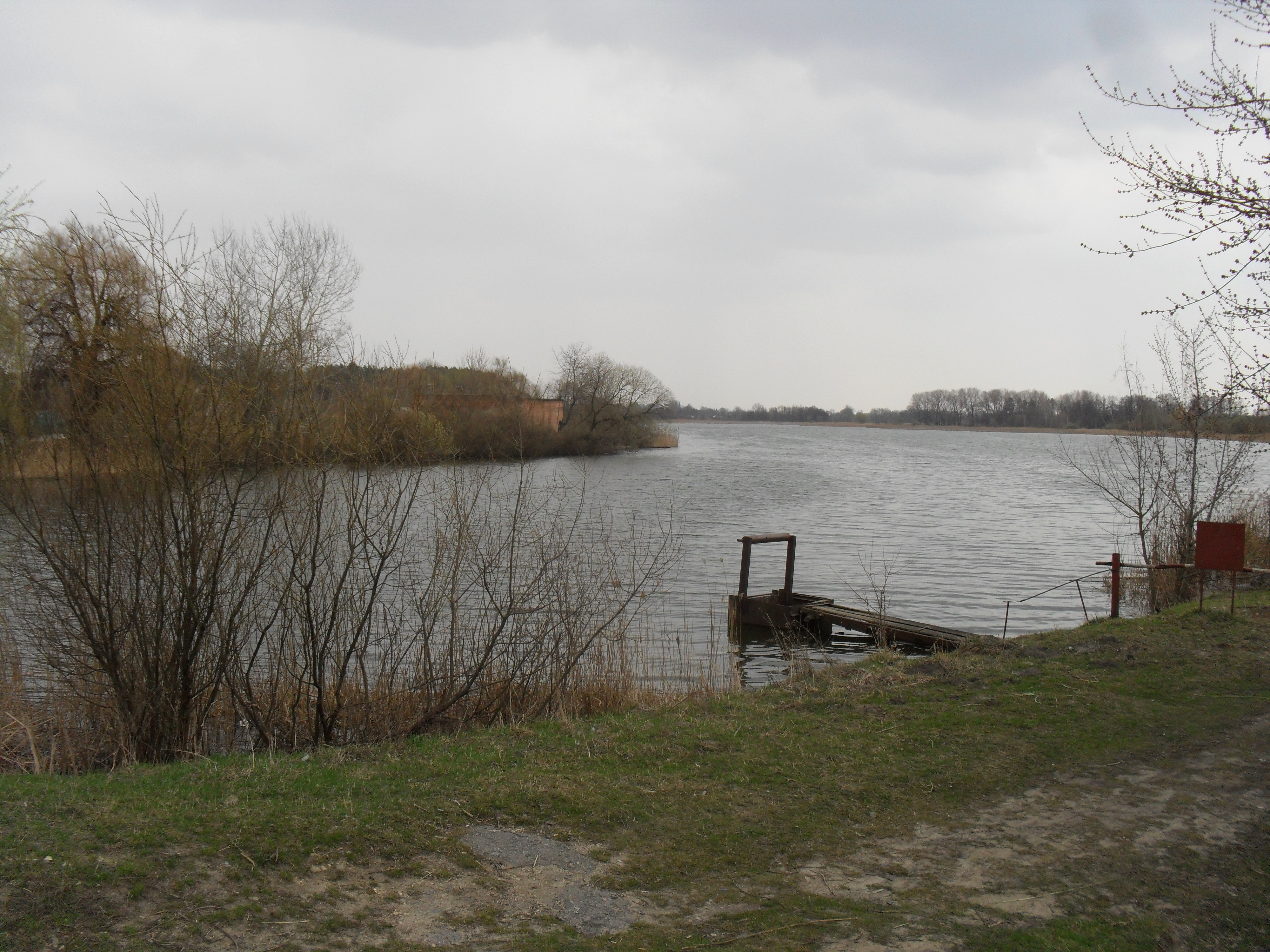
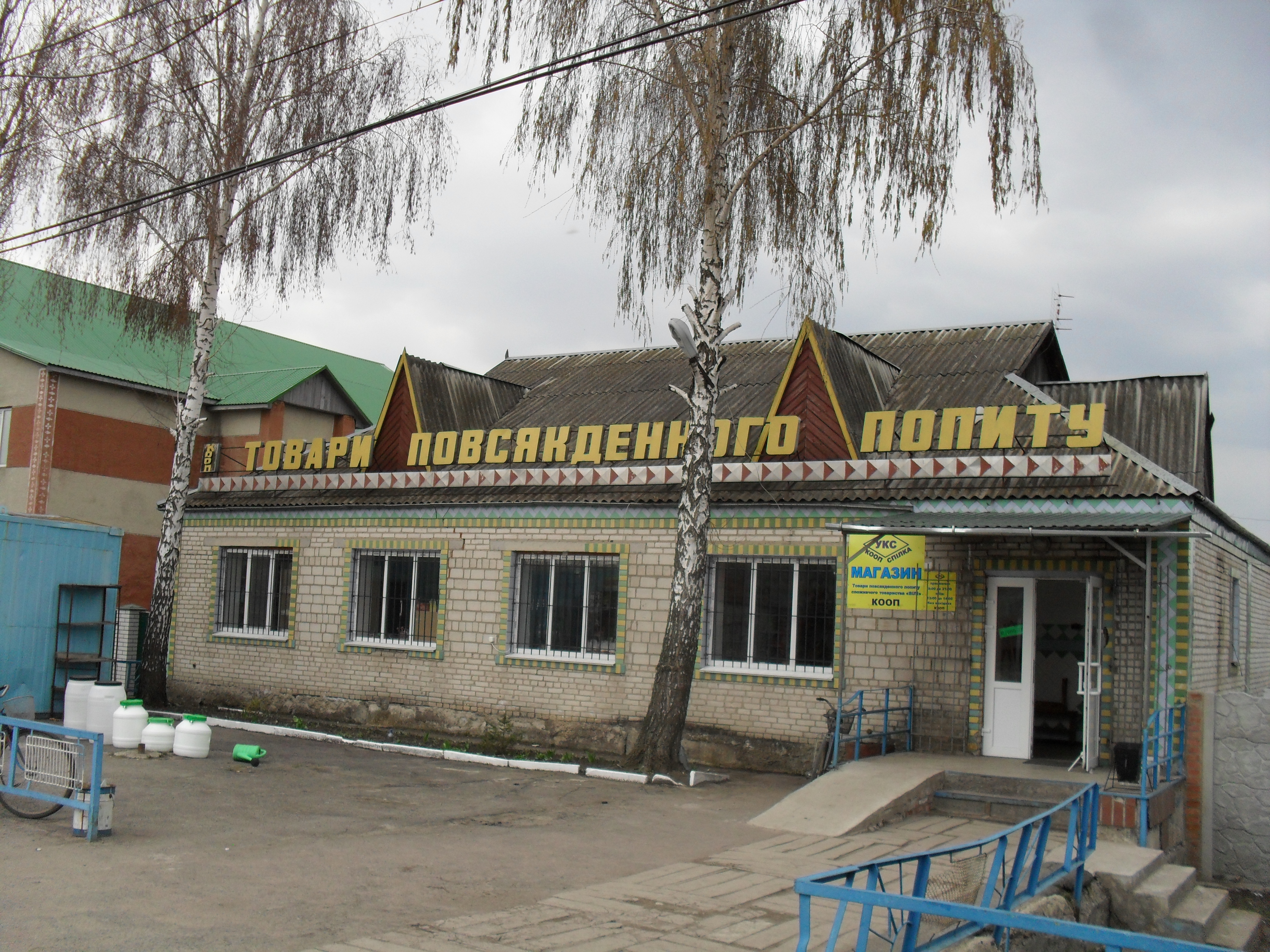
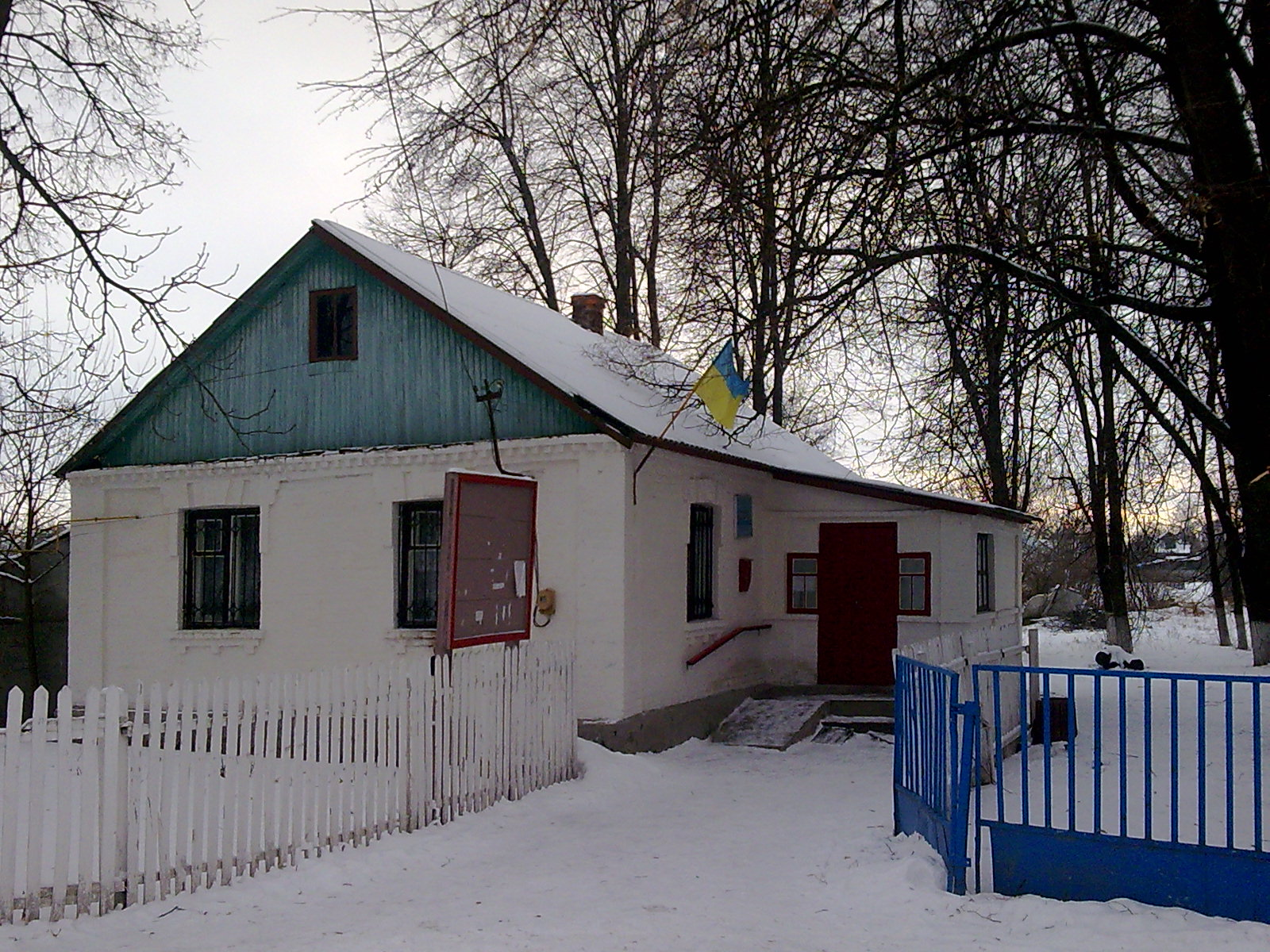
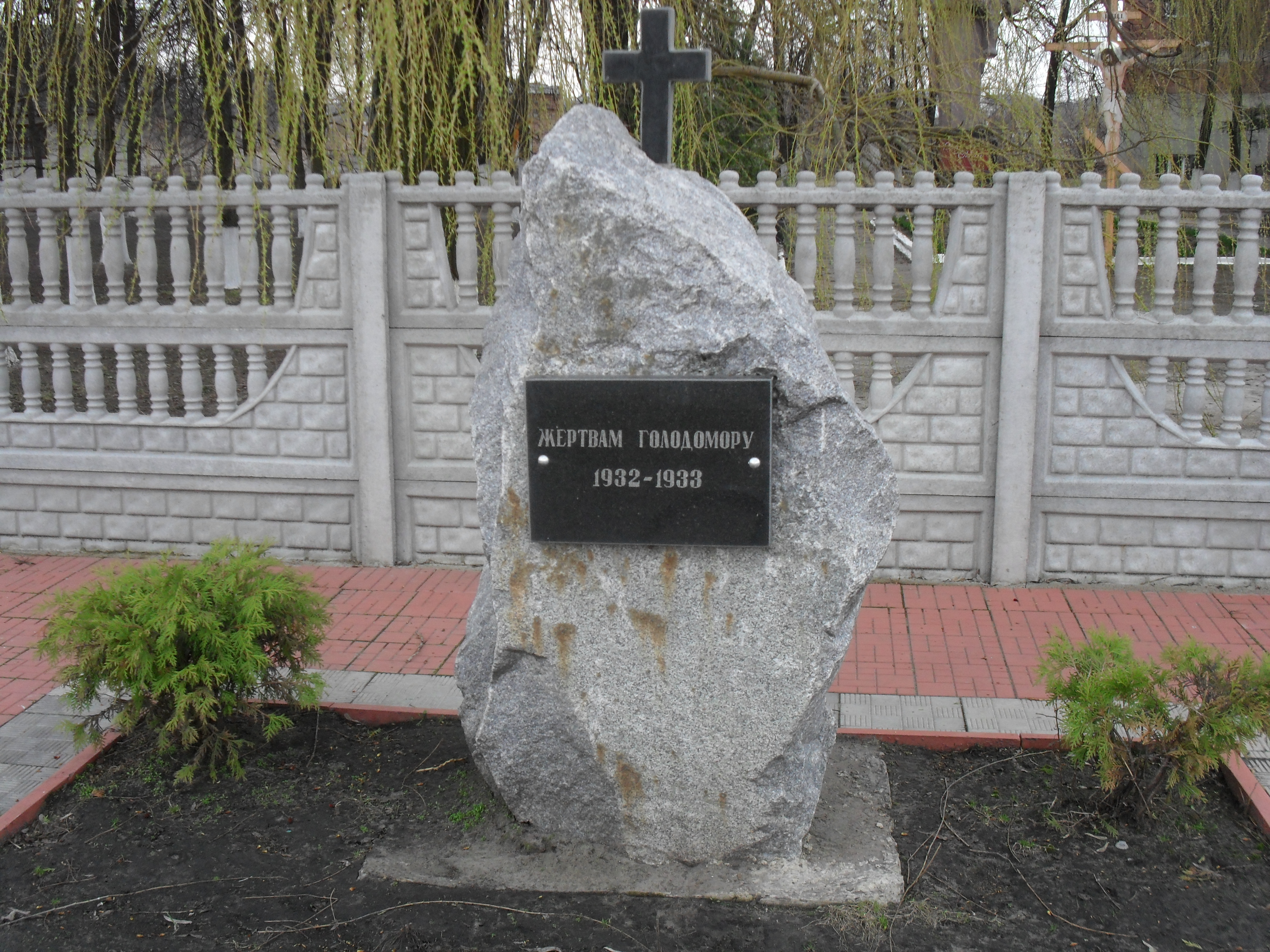
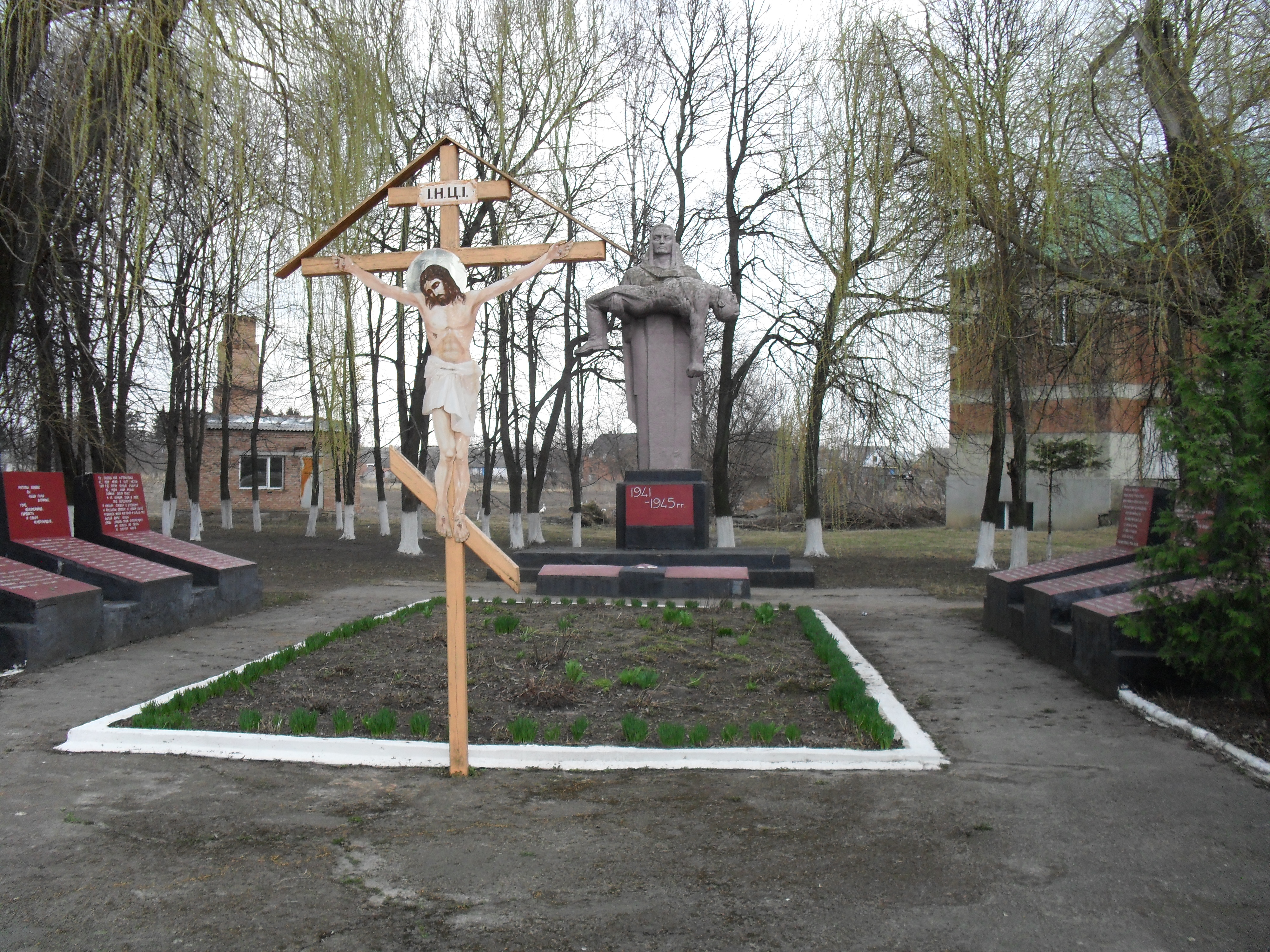
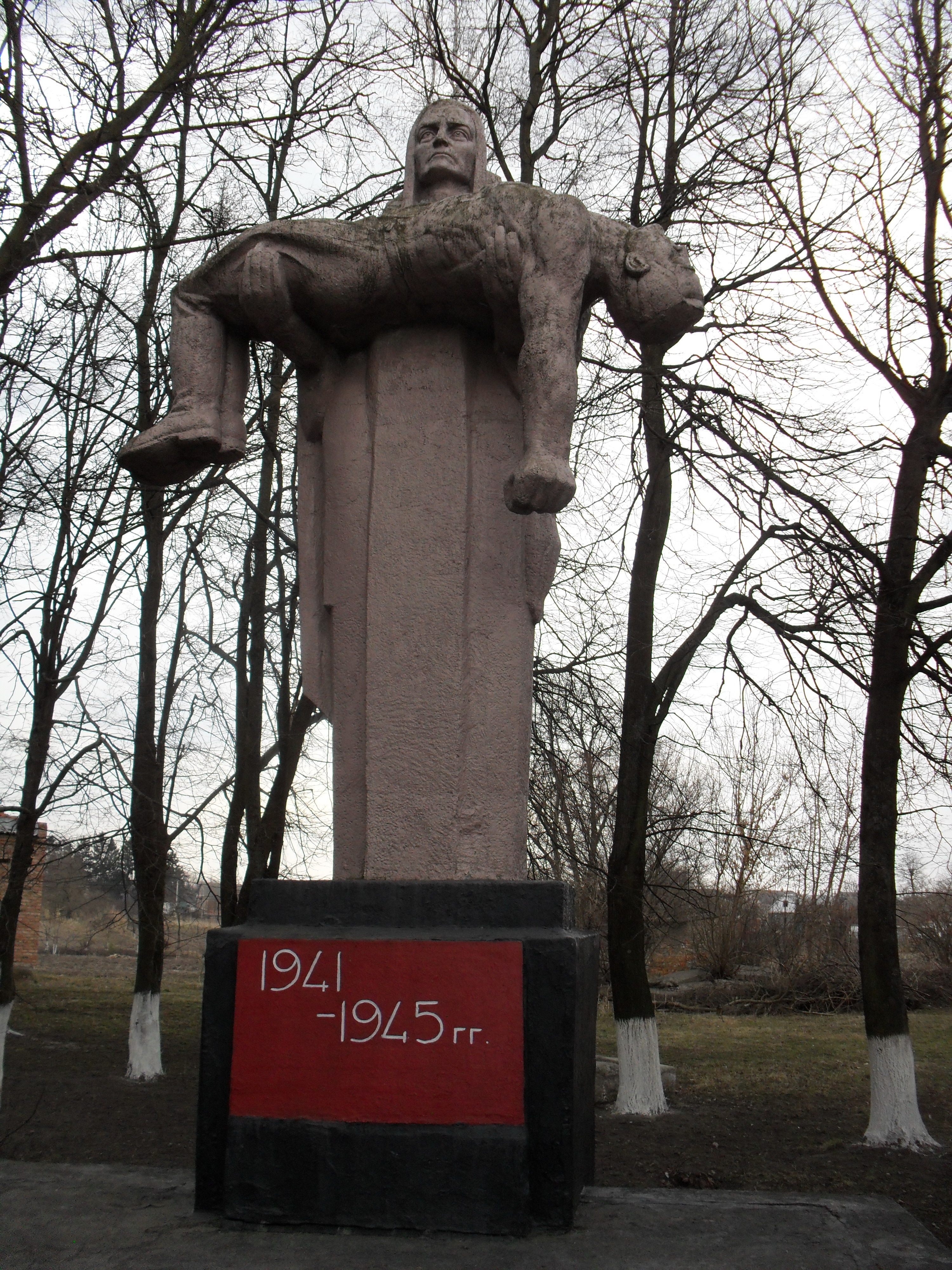
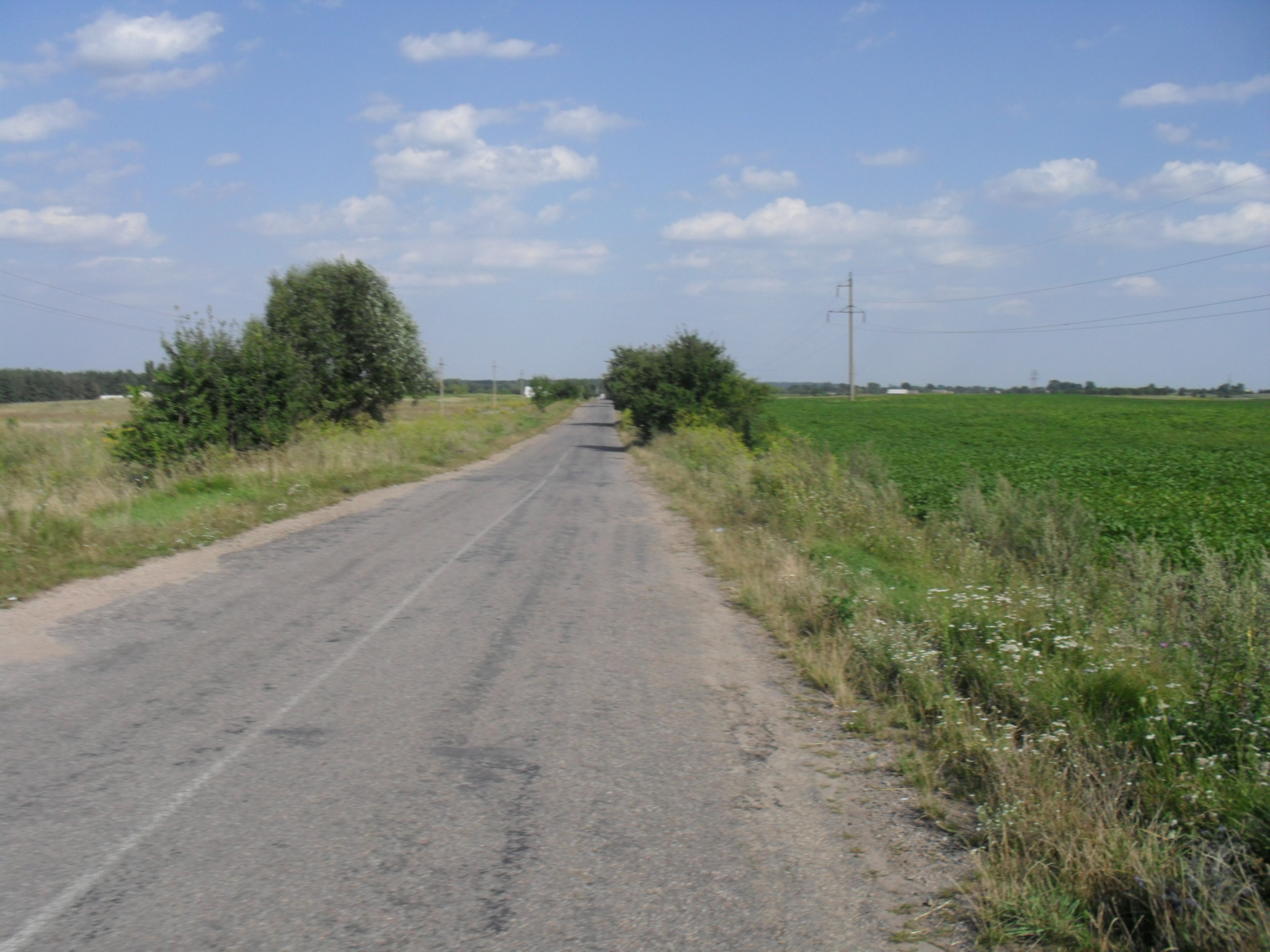
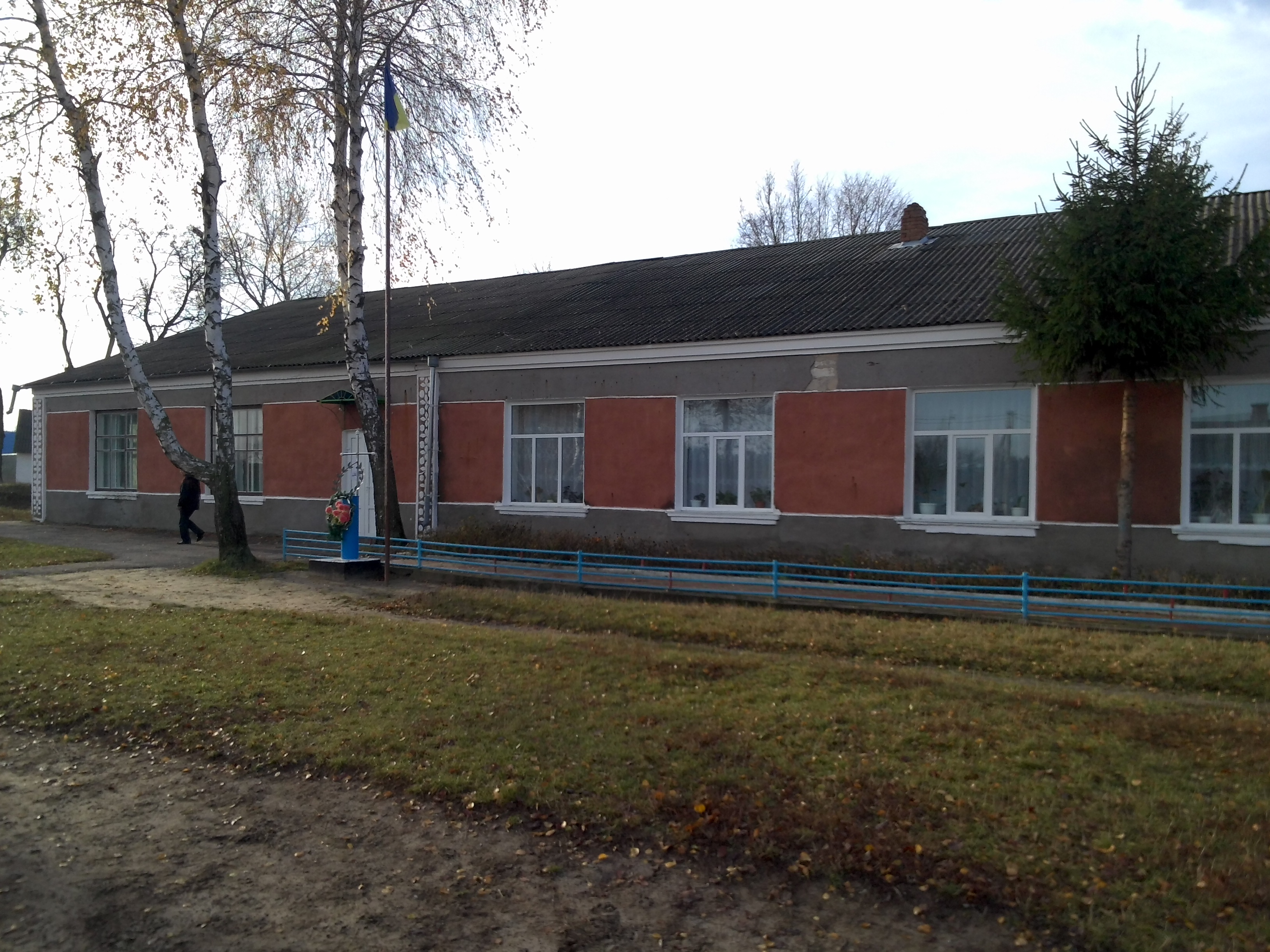
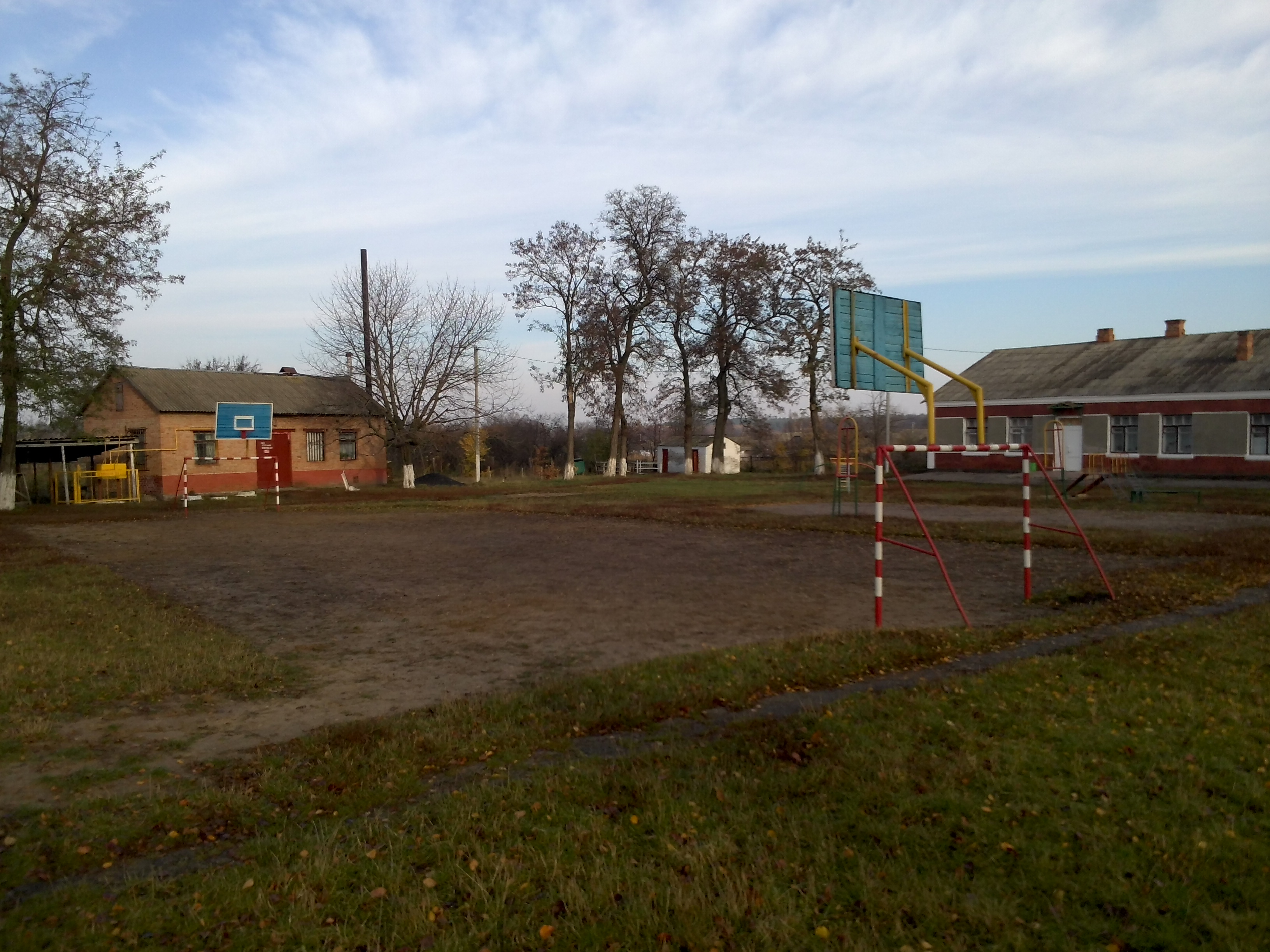
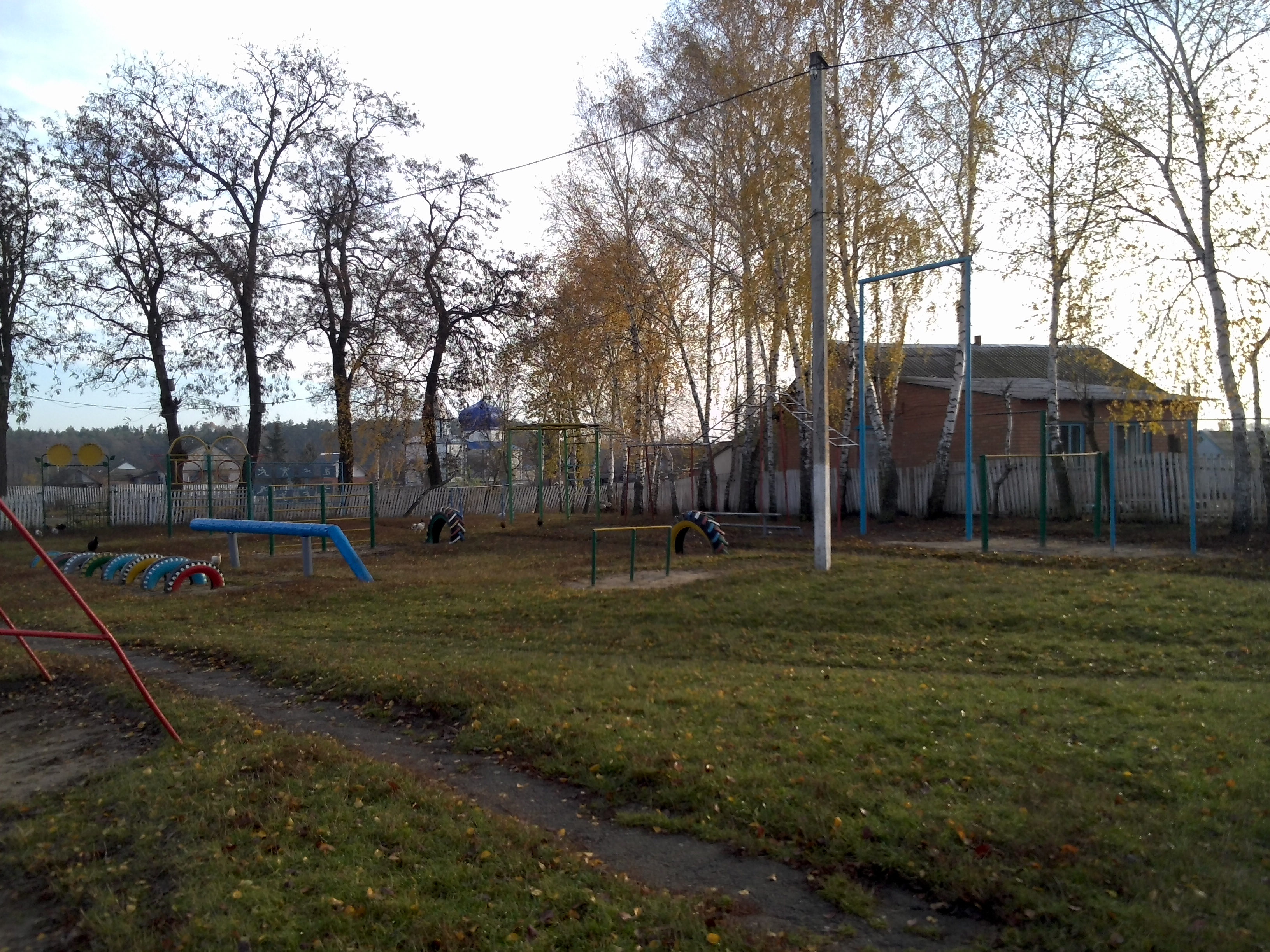
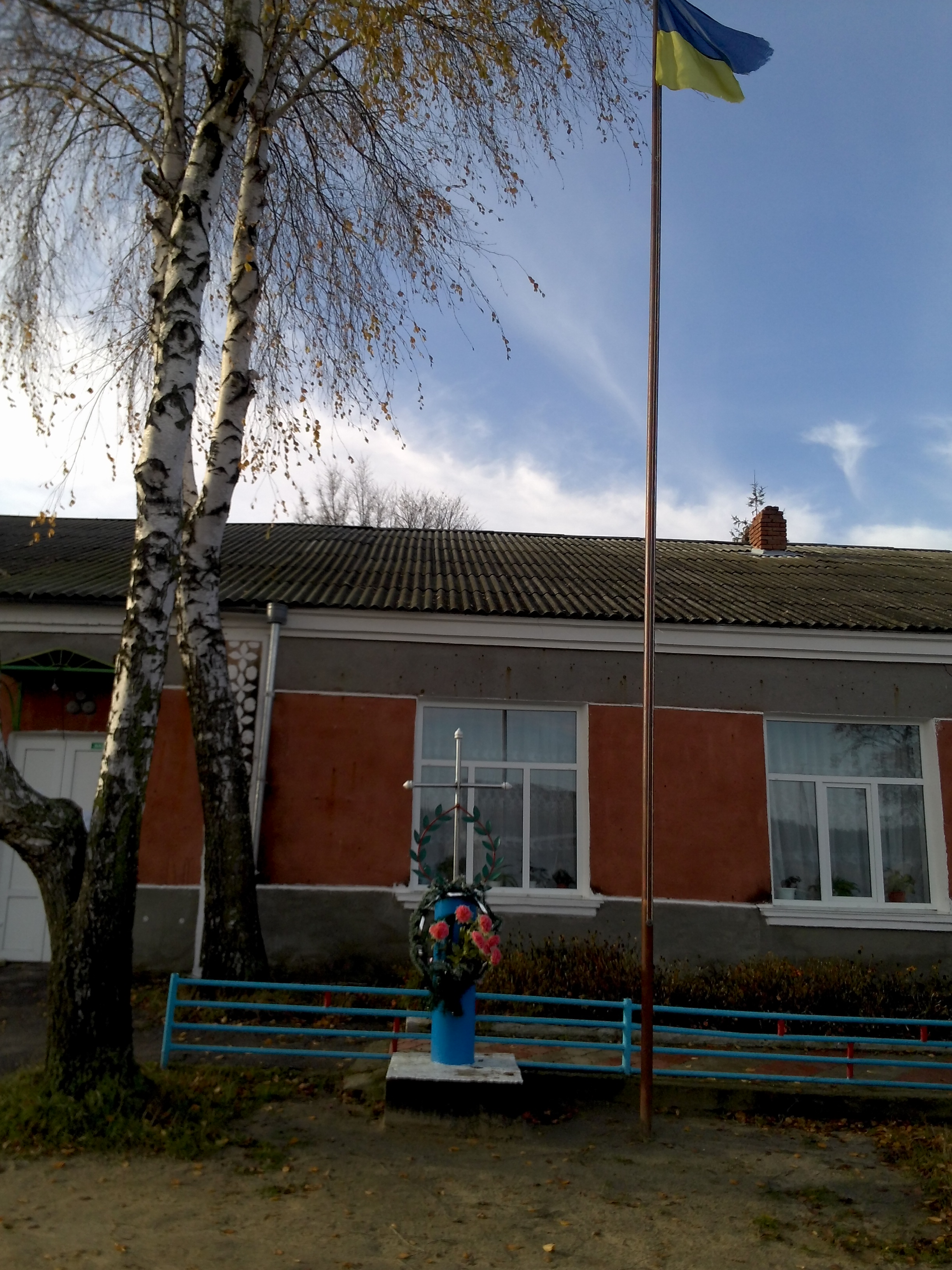